# سروبی، کابل
سروبی (به لاتین: Surobi) یک منطقهٔ مسکونی در افغانستان است که در ولسوالی سروبی (ولایت کابل) واقع شده‌است. سروبی ۹۹۸ متر بالاتر از سطح دریا واقع شده‌است.